# 圖嵌入
圖嵌入是圖論中的一個概念。
非正式的講，圖嵌入就是一種圖在面上的繪製，該繪製使得圖的邊只在端點相交。眾所周知，任何圖都能嵌入到三維歐几里得空間，而平面圖能夠嵌入到二維歐几里得空間。